# Xavier Casademunt i Arimany
Xavier Casademunt i Arimany (Figueres 1897-1988) fou un mestre i polític català. Exercí com a mestre a Sant Jordi Desvalls, on va escriure Notes breus de geografia i història de Sant Jordi Desvalls (1967). Milità a Esquerra Republicana de Catalunya i fou elegit diputat per Girona a les eleccions al Parlament de Catalunya de 1932. Durant la guerra civil espanyola fou delegat de la Generalitat de Catalunya en la junta administrativa de l'Hospital Clínic de Barcelona.